# 시드 (가수)
시드(Syd, 1992년 4월 23일 ~ )는 미국의 싱어송라이터, 음악 프로듀서, DJ이다. 힙합 그룹 오드 퓨처와 음악 그룹 디 인터넷의 멤버이다. 오드 퓨처의 같은 멤버인 "트레비스 타코 베넷"의 누나이다.

## 음반 목록
- Fin (2017)